# Władysław Pasikowski
Władysław Pasikowski né le 14 juin 1959 à Łódź en Pologne est un réalisateur et scénariste polonais, spécialisé dans les films d'action. Fait chevalier de l'Ordre Polonia Restituta en 2014, il reçoit la médaille d'argent du Mérite culturel polonais en 2015.

## Biographie
Władysław Pasikowski étudie la culture et l'art à l'université de Łódź, puis à l'École de cinéma de Łódź. Il est un réalisateur de cinéma, mais aussi auteur de films publicitaires.
Il débute en 1991 avec Kroll, puis réalise Chiens (1992) et Chiens II (1994), qui rencontrent un immense succès en salle.
Son film Les Démons de la guerre selon Goya (1998) dont le titre fait référence aux Désastres de la guerre du peintre espagnol Francisco de Goya, Pasikowski suit les forces spéciales en Bosnie en février 1996 au moment où la guerre arrive à son terme.
En 2001, Władysław Pasikowski sort le film Reich dont l’action se déroule dans un monde de mafia allemande et polonaise de voleurs de voitures.
Władysław Pasikowski collabore souvent avec le directeur de la photographie Paweł Edelman. Dès 1991, ils réalisent ensemble Kroll qui rapporte à ce dernier le Prix de la meilleure photographie au Festival du Cinéma polonais. Puis viennent Les Chiens (1992) et Les Chiens 2 (1994), Doux-Amer (1996), Les Démons de la guerre selon Goya  (1998) et Opération Sanum (1999).

## Filmographie
- 1991 : Kroll
- 1992 : Les Chiens (en) (Psy)
- 1994 : Les Chiens 2. La dernière goutte de sang (en)
- 1996 : Doux-amer (Słodko gorzki)
- 1998 : Les Démons de la guerre selon Goya (Demony wojny wg Goi)
- 1999 : Opération Sanum (Operacja Samum)
- 2001 : Reich
- 2003-2004 : Glina (Flic) série télévisée
- 2007 : Maszyna losująca
- 2012 : Pokłosie (pl) (Glanage)
- 2014 : Jack Strong
- 2018 : Pitbull. Ostatni pies
- 2019 : Coursier
- 2020 : Les Chiens 3

### Comme scénariste
- 1991 : Kroll
- 1992 : Les Chiens (Psy)
- 1994 : Les Chiens 2. La dernière goutte de sang (Psy 2. Ostatnia krew)
- 1996 : Doux-amer (Słodko gorzki)
- 2001 : Reich
- 2007 : Katyn d'Andrzej Wajda
- 2012 : Hans Kloss. Stawka większa niż śmierć
- 2012 : Poklosie
- 2014 : Jack Strong
- 2014 : Powstanie Warszawskie

## Prix et récompenses
- 1991 : Kroll : Prix Spécial du Jury et Prix du meilleur premier film comme réalisateur - Festival du film polonais de Gdynia, 1991
- 1996 : Słodko gorzki - Doux amer : Prix de réalisation du Festival du film polonais de Gdynia, 1996